# 무시르
무시르(페르시아어: موسیر, 학명: Allium stipitatum 알리움 스티피타툼[*])는 부추속의 여러해살이풀이다. 페르시아셜롯(Persian shallot)이라 부르기도 하지만, 셜롯과는 다른 식물이다.

## 분포
중앙아시아, 서남아시아 및 남아시아에 분포한다. 아프가니스탄, 우즈베키스탄, 키르기스스탄, 타지키스탄 파키스탄이 원산지이다.

## 쓰임새
이란에서는 무시르가 여러 가지 요리에 쓰인다. 갈아서 걸쭉한 발효유에 섞은 음식은 구이 요리나 케밥 등에 곁들인다. 식초에 절여 토르시로 먹기도 한다. 들에 자라는 무시르를 수확한 뒤 말려서 쓰기도 하며, 무시르를 물에 담가 두었다가 끓여 향을 순하게 하기도 한다.

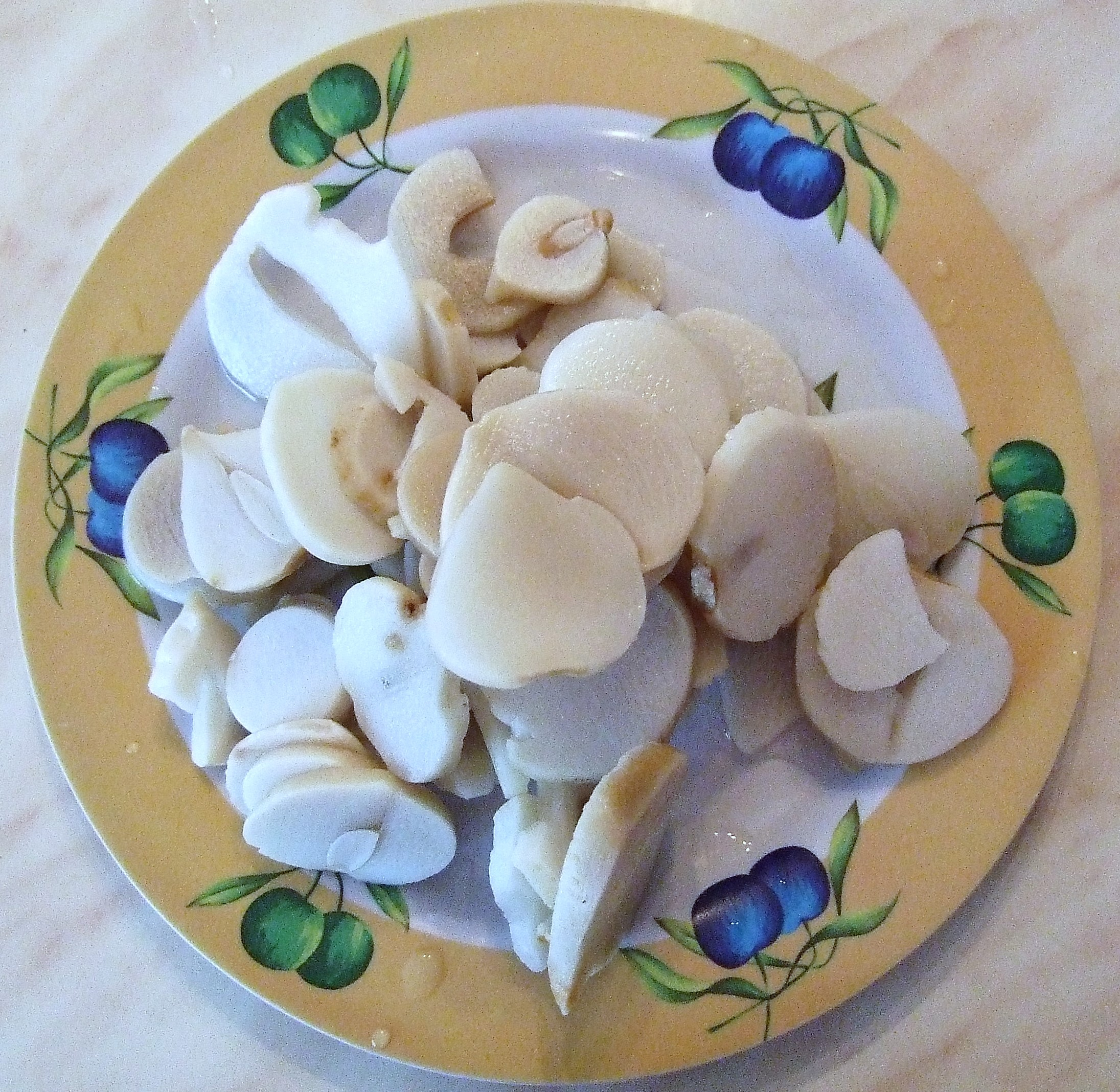
무시르

## 같이 보기
- 셜롯